# Witte wormhagedis
De witte wormhagedis (Amphisbaena alba) is een wormhagedis uit de familie wormhagedissen sensu stricto (Amphisbaenidae).

## Naam en indeling
De wetenschappelijke naam van de groep werd voor het eerst voorgesteld door Carl Linnaeus in 1758. Later werd de wetenschappelijke naam Amphisbaena rosea gebruikt.

## Uiterlijke kenmerken
De lichaamslengte is ongeveer 60 centimeter. Ondanks de naam (alba = wit) is de kleur lang niet altijd wit, er zijn variaties van witgeel tot bruin. Deze soort heeft zoals alle leden uit deze familie segmentachtige schubben zoals bij een regenworm, die het lichaam een gegroefd uiterlijk geven. Zowel de kop als de staartpunt zijn lichter gekleurd dan de rest van het lichaam, en lijken qua vorm en grootte op elkaar, zodat predatoren weleens de achterkant aanvallen. De hagedis heeft zo een kans om van zich af te bijten. De soort heeft nog wel oog-achtige organen, maar deze zijn geheel inwendig aanwezig en zijn zeer onderontwikkeld (rudimentair). Waarschijnlijk kan het dier er niets mee zien.

## Verspreiding en habitat
De wormhagedis komt voor in delen van Zuid-Amerika en leeft in de landen Colombia, Venezuela, Guyana, Suriname, Frans-Guyana, Peru, Bolivia, Brazilië, Paraguay, Trinidad en Ecuador. De habitat bestaat uit vochtige tropische en subtropische bossen in laaggelegen gebieden, vochtig en droog scrubland, vochtige en droge savannen en ook in door de mens aangepaste streken komt de soort voor, zoals agrarische gebieden, plantages en tuinen. De soort is aangetroffen van zeeniveau tot op een hoogte van ongeveer 220 meter boven zeeniveau.

## Beschermingsstatus
Door de internationale natuurbeschermingsorganisatie IUCN is de beschermingsstatus 'veilig' toegewezen (Least Concern of LC).
Hoewel hij kan bijten is de wormhagedis niet giftig in tegenstelling tot een aantal slangen die in zijn leefgebied voorkomen. Toch worden er jaarlijks duizenden exemplaren 'voor de zekerheid' doodgetrapt, en ook milieuvervuiling en verdwijning van leefgebieden hebben ervoor gezorgd dat deze soort zeldzaam wordt.